# 吳國寶 (嘉靖進士)
吳國寶（1512年—？），字懋賢，直隸廬州府無為州人，民籍，明朝政治人物。

## 生平
嘉靖二十五年（1546年）丙午科應天府鄉試第八十七名舉人。嘉靖二十九年（1550年）中式庚戌科會試第七十八名，登第三甲第十五名進士。

## 家族
曾祖吳信，壽官；祖父吳景昭，贈吏部主事；父吳廷翰，布政使司左參議。母李氏（封安人）。重庆下。